# Herrarnas K-2 1000 meter i kanotsport vid olympiska sommarspelen 1992
Herrarnas K-2 1000 meter vid olympiska sommarspelen 1992 hölls i Castelldefels i Spanien. 

## Medaljörer
| Gren          | Guld                               | Silver                                | Brons                                      |
| K2 1000 meter | Tyskland Kay Bluhm Torsten Gutsche | Sverige Kalle Sundqvist Gunnar Olsson | Polen Grzegorz Kotowicz Dariusz Białkowski |

## Resultat

### Heat
| Heat 1 |                                                |                |    |
| 1.     | Florntin Tataru och Alexandru Popa (ROU)       | 3:19.52        | QS |
| 2.     | Kenneth Padvaiskas och Jason Rusu (CAN)        | 3:21.09        | QS |
| 3.     | José da Silva och Joaquim Queiróz (POR)        | 3:22.46        | QR |
| 4.     | Antoon De Brauwer och Bart Stalmans (BEL)      | 3:23.48        | QR |
| 5.     | James Block och Reuben Burgess (GBR)           | 3:24.16        | QR |
| 6.     | Willem van Riet och Bennie Reynders (RSA)      | 3:29.38        | QR |
| 7.     | Abdul Razak och Abdul Karim (INA)              | 3:29.88        | QR |
| 8.     | Luk Kwok Sun och Chung Chi Lok (HKG)           | 3:50.30        | QR |
| Heat 2 |                                                |                |    |
| 1.     | Kay Bluhm och Torsten Gutsche (GER)            | 3:13.36        | QS |
| 2.     | Juan José Román och Juan Manuel Sánchez (ESP)  | 3:21.64        | QS |
| 3.     | Paolo Luschi och Daniele Scarpa (ITA)          | 3:28.24        | QR |
| 4.     | Grzegorz Kotowicz och Dariusz Białkowski (POL) | 3:30.92        | QR |
| 5.     | Alan Carey och Conor Holmes (IRL)              | 3:35.03        | QR |
| 6.     | Alvaro Koslowski och Jefferson Lacerda (BRA)   | 3:48.59        | QR |
| Heat 3 |                                                |                |    |
| 1.     | Peter Ribe och Thomas Roander (NOR)            | 3:18.02        | QS |
| 2.     | Ian Ferguson och Paul MacDonald (NZL)          | 3:18.47        | QS |
| 3.     | Krisztián Bártfai och András Rajna (HUN)       | 3:18.52        | QR |
| 4.     | Angel Pérez och Marlo Marcheco (CUB)           | 3:19.83        | QR |
| 5.     | Philippe Boccara och Pascal Boucherit (FRA)    | 3:26.81        | QR |
| 6.     | Srđan Marilović och Žarko Vekić (IOP)          | 3:31.69        | QR |
| Heat 4 |                                                |                |    |
| 1.     | Gunnar Olsson och Kalle Sundqvist (SWE)        | 3:12.19        | QS |
| 2.     | Greg Barton och Norman Bellingham (USA)        | 3:5.74         | QS |
| 3.     | René Kučera och Petr Hruška (TCH)              | 3:17.86        | QR |
| 4.     | Ivan Kireyev och Anatoly Tyurin (EUN)          | 3:19.67        | QR |
| 5.     | Daniel Collins och Andrew Trim (AUS)           | 3:24.02        | QR |
| 6.     | Jan-Dirk Nijkamp och Marc Weijzen (NED)        | 3:31.52        | QR |
| -      | Ju Jong-Gwan och Park Gi-Jeong (KOR)           | Did not finish |    |

### Återkval
| Återkval 1 |                                                |         |    |
| 1.         | Paolo Luschi och Daniele Scarpa (ITA)          | 3:15.34 | QS |
| 2.         | Angel Pérez och Marlo Marcheco (CUB)           | 3:18.01 | QS |
| 3.         | James Block och Reuben Burgess (GBR)           | 3:19.78 | QS |
| 4.         | Daniel Collins och Andrew Trim (AUS)           | 3:20.18 |    |
| 5.         | Srđan Marilović och Žarko Vekić (IOP)          | 3:38.17 |    |
| Återkval 2 |                                                |         |    |
| 1.         | Grzegorz Kotowicz och Dariusz Białkowski (POL) | 3:15.58 | QS |
| 2.         | Ivan Kireyev och Anatoly Tyurin (EUN)          | 3:17.04 | QS |
| 3.         | Philippe Boccara och Pascal Boucherit (FRA)    | 3:18.13 | QS |
| 4.         | José da Silva och Joaquim Queiróz (POR)        | 3:18.42 | QS |
| 5.         | Jan-Dirk Nijkamp och Marc Weijzen (NED)        | 3:20.18 |    |
| 6.         | Abdul Razak och Abdul Karim (INA)              | 3:26.64 |    |
| 7.         | Alvaro Koslowski och Jefferson Lacerda (BRA)   | 3:31.45 |    |
| Återkval 3 |                                                |         |    |
| 1.         | Krisztián Bártfai och András Rajna (HUN)       | 3:18.80 | QS |
| 2.         | René Kučera och Petr Hruška (TCH)              | 3:19.57 | QS |
| 3.         | Antoon De Brauwer och Bart Stalmans (BEL)      | 3:21.73 | QS |
| 4.         | Willem van Riet och Bennie Reynders (RSA)      | 3:24.15 |    |
| 5.         | Alan Carey och Conor Holmes (IRL)              | 3:27.48 |    |
| 6.         | Luk Kwok Sun och Chung Chi Lok (HKG)           | 3:45.63 |    |

### Semifinaler
| Semifinal 1 |                                                |         |    |
| 1.          | Gunnar Olsson och Kalle Sundqvist (SWE)        | 3:16.66 | QF |
| 2.          | Grzegorz Kotowicz och Dariusz Białkowski (POL) | 3:18.55 | QF |
| 3.          | René Kučera och Petr Hruška (TCH)              | 3:19.75 | QF |
| 4.          | Juan José Román och Juan Manuel Sánchez (ESP)  | 3:20.30 | QF |
| 5.          | Philippe Boccara och Pascal Boucherit (FRA)    | 3:21.02 |    |
| 6.          | Peter Ribe och Thomas Roander (NOR)            | 3:21.76 |    |
| 7.          | Kenneth Padvaiskas och Jason Rusu (CAN)        | 3:24.14 |    |
| 8.          | Antoon De Brauwer och Bart Stalmans (BEL)      | 3:25.96 |    |
| 9.          | Angel Pérez och Marlo Marcheco (CUB)           | 3:26.18 |    |
| Semifinal 2 |                                                |         |    |
| 1.          | Kay Bluhm och Torsten Gutsche (GER)            | 3:17.64 | QF |
| 2.          | Greg Barton och Norman Bellingham (USA)        | 3:17.93 | QF |
| 3.          | Paolo Luschi och Daniele Scarpa (ITA)          | 3:18.52 | QF |
| 4.          | Krisztián Bártfai och András Rajna (HUN)       | 3:19.28 | QF |
| 5.          | Ian Ferguson och Paul MacDonald (NZL)          | 3:19.29 | QF |
| 6.          | Ivan Kireyev och Anatoly Tyurin (EUN)          | 3:21.62 |    |
| 7.          | Florntin Tataru och Alexandru Popa (ROU)       | 3:22.45 |    |
| 8.          | José da Silva och Joaquim Queiróz (POR)        | 3:22.75 |    |
| 9.          | James Block och Reuben Burgess (GBR)           | 3:23.77 |    |

### Final
| Gold   | Kay Bluhm och Torsten Gutsche (GER)            | 3:16.10 |
| Silver | Gunnar Olsson och Kalle Sundqvist (SWE)        | 3:17.70 |
| Bronze | Grzegorz Kotowicz och Dariusz Białkowski (POL) | 3:18.86 |
| 4.     | Greg Barton och Norman Bellingham (USA)        | 3:19.26 |
| 5.     | Paolo Luschi och Daniele Scarpa (ITA)          | 3:20.34 |
| 6.     | Krisztián Bártfai och András Rajna (HUN)       | 3:20.71 |
| 7.     | René Kučera och Petr Hruška (TCH)              | 3:23.12 |
| 8.     | Ian Ferguson och Paul MacDonald (NZL)          | 3:26.84 |
| 9.     | Juan José Román och Juan Manuel Sánchez (ESP)  | 3:43.43 |